# Fluorid rhoditý
Fluorid rhoditý je anorganická sloučenina s chemickým vzorcem RhF3.

## Příprava
Fluorid rhoditý lze připravit fluorací chloridu rhoditého:
2 RhCl3 + 3 F2 → 2 RhF3 + 3 Cl2
Lze jej také připravit reakcí jednotlivých prvků:
2 Rh + 3 F2 → 2 RhF3
Hydráty fluoridu rhoditého lze získat reakcí fluoridů s roztoky rhoditých solí.

## Vlastnosti
Bezvodý fluorid rhoditý je nerozpustný ve vodě a nereaguje s ní, ale hydráty se složením RhF3·6H2O (hexahydrát) a RhF3·9H2O (nonahydrát) lze připravit přidáním kyseliny fluorovodíkové do vodného roztoku rhodité soli a oba jsou rozpustné ve vodě.
Podle rentgenové krystalografie má sloučenina stejnou strukturu jako fluorid vanaditý, přičemž kov je v oktaedrické koordinační geometrii. Má trigonální krystalovou strukturu s prostorovou grupou R3c (prostorová grupa číslo 167).